# Ходоши, Шандор
Ша́ндор Хо́доши (венг. Hódosi Sándor; 28 апреля 1966, Будапешт) — венгерский гребец-байдарочник, выступал за сборную Венгрии в конце 1980-х годов. Чемпион летних Олимпийских игр в Сеуле, двукратный чемпион мира, победитель многих регат национального и международного значения.

## Биография
Шандор Ходоши родился 28 апреля 1966 года в Будапеште. Активно заниматься греблей на байдарке начал в раннем детстве, проходил подготовку в будапештском спортивном клубе «Хонвед». На юниорских соревнованиях впервые заявил о себе в 1983 году, когда в четвёрках на пятистах метрах выиграл бронзу на молодёжном чемпионате Европы в чешском городе Быдгощ.
Первого серьёзного успеха на взрослом международном уровне добился в 1987 году, когда попал в основной состав венгерской национальной сборной и побывал на чемпионате мира в немецком Дуйсбурге, откуда привёз награду бронзового достоинства, выигранную в зачёте байдарок-двоек на десятикилометровой дистанции. Благодаря череде удачных выступлений удостоился права защищать честь страны на летних Олимпийских играх 1988 года в Сеуле — в программе четырёхместных байдарок на дистанции 1000 метров совместно с партнёрами Жолтом Дьюлаи, Ференцем Чипешом и Аттилой Абрахамом одолел всех соперников и завоевал тем самым золотую олимпийскую медаль.
После сеульской Олимпиады Ходоши ещё в течение нескольких лет оставался в основном составе гребной команды Венгрии и продолжал принимать участие в крупнейших международных регатах. Так, в 1989 году он выступил на мировом первенстве в болгарском Пловдиве, где стал чемпионом сразу в двух дисциплинах, в двойках на десяти километрах и в четвёрках на одном километре. Пытался пройти отбор на Олимпийские игры 1992 года в Барселоне, но из-за полученной травмы не смог этого сделать и вскоре принял решение завершить карьеру профессионального спортсмена.